# Смертельна зброя 2
Смертельна зброя 2 (англ. Lethal Weapon 2) — американський бойовик 1989 року режисера Річарда Доннера.

## Сюжет
Детективи Ріггс і Мерта ведуть переслідування двох машин з підозрюваними. Поки їхні товариші по службі роблять на них ставки, в ході гонитви вони наздоганяють одну із машин, багажник якої наповнений золотими крюґеррандами. Сам водій втік з місця аварії. По прибуттю до відділку, Ріггс на спір знімає з себе гамівну сорочку, витягуючи при цьому руку із суглоба, а потім, вправляючи її, повідомляє про те, що сьогодні дебют дочки Мерта на телеекрані. Роджер будує собі новий гараж на дві машини, після чого він та його родина збираються біля телевізора, щоб подивитися перший рекламний ролик його дочки.
Водія, який втратив машину повну золотих крюґеррандів, вбивають під час його звіту начальству. А вночі у будинок Мерта проникають люди в масках, зв'язують його і дружину і попереджають його про те, що може трапитись з його дітьми, якщо він не перестане сунути свій ніс куди не треба. Вранці Ріггс і Мерта отримують нове завдання: їм призначено охороняти важливого свідка на ім'я Лео Гетс, який повинен давати свідчення через два дні. Не встигнувши увійти і познайомитись з ними, як на нього здійснюють замах. Перевдягнений у офіціанта вбивця вилітає з вікна разом з Лео та Ріггсом і тікає. Ріггс і Мерта дізнаються, що їх свідок відмив півмільярда доларів для наркоторговців.
Лео розповідає їм схему за якою відмивав гроші і каже, що мав справу тільки з кур'єрами, але пізніше згадує будинок на палях, у який його возили. Через деякий час будинок знайдено — він стоїть на схилі пагорба. В ньому детективи бачать людей, які перераховують готівку і серед інших впізнають вбивцю, який втік із готелю. Ріггс наздоганяє вбивцю в ході автомобільної гонитви, але той гине від удару дошки для серфінгу. Будинок виявляється резиденцією дипломата, а всі його мешканці мають дипломатичну недоторканність. Там Ріггс зустрічає чарівного секретаря посольства.
Ріггс починає переслідувати дипломата з ПАР, вивчаючи всю його діяльність і час від часу потрапляючи йому на очі. Згодом йому повідомляють про те, що Мерта не вийшов на роботу і не відповідає на телефонні дзвінки. Прибувши до Мерта, Ріггс виявляє його сидячим на унітазі, який замінували. В ході тривалої підготовки вдалося врятувати життя Мерта, але не уникнути вибуху. Лео і Мерта прибувають до посольства і затівають скандал, відволікаючи увагу охорони. Ріггс тим часом зіштовхується з представниками посольства. Трохи посварившись, він розбиває величезний акваріум і знову зустрічає секретаря посольства, міс Ріку Ванденхаас. На Мерта нападають в його гаражі і забирають Лео, але він завдяки відеозапису свого дня народження дізнається назву судна з аркуша дипломата.
Ріка відправляється в магазин за покупками, де її знаходить Ріггс, і запрошує до себе на вечерю. В цей час один за одним починають гинути поліцейські від рук повіреного дипломата ПАР. Ріка і Ріггс, прокинувшись серед ночі через гавкіт собаки, ледве встигають одягнутися, як будинок обстрілюють з гелікоптерів. На щастя Ріггсу вдалося відстрілятися і відвести Ріку, але він привозить її додому, де їх вже чекають. Прокинувшись, Ріггс виявляє себе на пристані, де повірений дипломата повідомляє йому, що він той самий чоловік, який убив його дружину помилково, намагаючись його вбити кілька років тому. Ріггса скидають у воду в гамівній сорочці, яку він знімає без проблем, і бачить Ріку на дні. Він вбиває двох службовців посольства і бродить з її тілом на руках.
Ріггс приїжджає до будинку на схилі разом з Мерта, в якому катують Лео. Завдяки лебідці Ріггс перекидає будинок, а Мерта звільняє Лео. Детективи їдуть на пристань, де бачать судно і контейнер готовий до вантаження, з охороною. В контейнері виявляються мільйони доларів і машина із золотом. Їх замикають всередині контейнера, але вони вибивають двері з допомогою машини, розсіявши гроші по повітрю. У перестрілці Ріггс мстить вбивці його жінок, поранивши його ножем і вбиваючи скинутим контейнером. Його ранить дипломат, якого вбиває Мерта.

## У ролях
| Актор              | Роль                  |
| ------------------ | --------------------- |
| Мел Гібсон         | Мартін Ріггс          |
| Денні Гловер       | Роджер Мерта          |
| Джо Пеші           | Лео Гетц              |
| Джосс Екленд       | Ар'єн Радд            |
| Деррік О'Коннор    | Пітер Ворстедт        |
| Петсі Кенсіт       | Ріка Ван Ден Гаас     |
| Дарлен Лав         | Тріш Мерта            |
| Трейсі Вульф       | Ріанна Мерта          |
| Стів Кехен         | Капітан Мерфі         |
| Марк Ролстон       | Ганс                  |
| Дженетт Голдстін   | Меган Шапіро          |
| Дін Норріс         | Тім Кавано            |
| Джуні Сміт         | Том Вілер             |
| Нестор Серрано     | Едді Естебан          |
| Філіп Суріано      | Джозеф Рагучи         |
| Гранд Л. Буш       | Джеррі Коллінз        |
| Тоні Каррейро      | Марселлі              |
| Деймон Гайнс       | Нік Мерта             |
| Ебоні Сміт         | Керрі Мерта           |
| Аллан Дін Мур      | Джордж                |
| Джек МакГі         | тесляр                |
| Пол Туерпе         | найманець             |
| Філіп Моріс Міллер | найманець             |
| Шерман Говард      | найманець             |
| Брюс Янг           | найманець             |
| Гай Мак            | найманець             |
| Денні Вайнандс     | найманець             |
| Пет Скіппер        | найманець             |
| Роберт Фол         | охоронець консульства |

| Актор              | Роль                            |
| ------------------ | ------------------------------- |
| Вірджинія Шеннон   | службовець консульства          |
| Ден Ондрейко       | клерк консульства 2             |
| Джим Піддок        | посол консульства               |
| Кеннет Тайгар      | головний підривник              |
| Джим Бірдж         | підривник поліцейський 2        |
| Патрік Камерон     | підривник поліцейський 3        |
| Мері Еллен Трейнор | психіатр                        |
| Девід Марсіано     | поліцейський 1                  |
| Томмі Гінклі       | поліцейський 2                  |
| Норм Вілсон        | детектив                        |
| Джинн МакГуайр     | оператор комп'ютерного набору   |
| Катрін Гаел        | оператор комп'ютерного набору 2 |
| Лайонел Дугласс    | співробітник Фрізен             |
| Джеймс Олівер      | співробітник Мосс               |
| Салім Джайді       | поліцейський                    |
| Аль Вебер мол.     | гравець біля басейну            |
| Едвард Дж. Розен   | гравець біля басейну            |
| Джей Делла         | гравець біля басейну            |
| Меріен Колье       | гравець біля басейну            |
| Орландо Боннер     | водій евакуатора                |
| Сінтія Барр        | власник Хонди                   |
| Сем                | Сем (пес)                       |
| Бербенк            | Бербенк (кіт)                   |
| Ларрі Кларді       | поліцейський                    |
| Дж. Міллс Гудло    | Едді                            |
| Бо Лоттерман       | поліцейський                    |
| Норман Д. Вілсон   | поліцейський                    |

## Українське закадрове озвучення

### Двоголосе закадрове озвучення (Студія«1+1», 1997)
Ролі озвучували: Олександр Завальський та Наталя Ярошенко

### Багатоголосе закадрове озвучення (Телекомпанія«Інтер», 2003)
Ролі озвучували: Владислав Пупков, Олег Лепенець та Людмила Ардельян

## Цікаві факти
- Заради цього фільму, Мел Гібсон відмовився від головної ролі у фільмі «Бетмен» (1989).
- Альтернативний фінал фільму: вечеря на День подяки в будинку Мерта, де також присутні Ріггс і Ріка Ван Хаас.
- Спочатку Ріггс мав загинути у фінальній сцені фільму, але продюсери вирішили залишити його в живих, для того щоб була можливість зняти продовження.
- Поки сім'я Мерта чекає той самий рекламний ролик, вони дивляться «Байки зі склепу» (1989), епізод 1,2 «And All Through The House», прем'єра якого відбулася 10 червня 1989 року, і де зіграла Мері Еллен Трейнор, яка виконала роль доктора Стефанії Вудс. До того ж, кілька епізодів «Байок з склепу» були спродюсовані Річардом Доннером, який поставив цей фільм.
- Назва одеколону, флакон якого розбивається вщент під час руйнування трейлера Ріггса, — «Hero». У перший раз, коли ми бачимо Ріггса, що входить в свій будинок на колесах, можна помітити, що по телевізору йде реклама цього одеколону.
- У сцені, де Лео прибирає в будинку Ріггса, грає пісня «I` m Not Scared» британської поп-групи «Eighth Wonder», учасницею якої була Петсі Кензі, яка зіграла Ріку Ван Хаас.
- Коронна фраза Лео «окей-окей-окей» була заснована на манері розмови співробітників парків розваг «Disneyland», коли вони пояснювали дорогу до «Fantasyland».
- Спочатку Лео мав бути улесливим і зніженим персонажам, але Джо Пеші не хотів грати його в такій манері. Він запропонував, щоб Лео був людиною, яка дуже намагається сподобатися всім і кожному.
- Сцена руйнування будинку на опорах обійшлася творцям фільму в більш ніж 500000 доларів.
- Кількість убитих: 33.
- Режисерська версія має хронометраж 118 хвилин.

## Саундтрек
| Список треків | Список треків                                                               | Список треків |
| #             | Назва                                                                       | Тривалість    |
| ------------- | --------------------------------------------------------------------------- | ------------- |
| 1.            | «Cheer Down - George Harrison»                                              | 4:07          |
| 2.            | «Still Cruisin' (After All These Years) - The Beach Boys»                   | 3:35          |
| 3.            | «Knockin' on Heaven's Door - Randy Crawford / Eric Clapton / David Sanborn» | 4:57          |
| 4.            | «Riggs»                                                                     | 5:16          |
| 5.            | «The Embassy»                                                               | 5:38          |
| 6.            | «Riggs and Roger»                                                           | 5:52          |
| 7.            | «Leo»                                                                       | 3:43          |
| 8.            | «Goodnight Rika»                                                            | 4:04          |
| 9.            | «The Stilt House»                                                           | 4:20          |
| 10.           | «The Shipyard»                                                              | 4:45          |
| 46:17         |                                                                             |               |